# Vauxhall Victor
O Vauxhall Victor é um automóvel do segmento D produzido pela Vauxhall de 1957 a 1976. O Victor foi introduzido para substituir o modelo Wyvern. Foi renomeado para Vauxhall Série VX em 1976 e continuou em produção até 1978, quando havia crescido significativamente e foi visto, pelo menos em seu mercado interno, como um carro familiar maior que a média.
O último Victor, o Victor Fe, também foi fabricado sob licença pela Hindustan Motors na Índia como Hindustan Contessa, durante os anos 80 e início dos anos 2000, com um motor Isuzu.
O Victor foi substituído em 1978 pelo Vauxhall Carlton - essencialmente uma versão rebatizada do Opel Rekord E.
O Victor tornou-se brevemente o carro mais exportado da Grã-Bretanha, com vendas em mercados tão distantes quanto os Estados Unidos (vendidos pelos revendedores da Pontiac, já que Vauxhall fazia parte da GM a partir de 1925), Canadá, Austrália, Nova Zelândia, África do Sul e países asiáticos com volante à direita, como o Ceilão (agora Sri Lanka), Índia, Paquistão, Malásia, Tailândia e Cingapura.
No Canadá, foi comercializado como Vauxhall Victor (vendido através de concessionárias da Pontiac/Buick) e Envoy (através de revendedores Chevrolet/Oldsmobile). O Victor também foi fundamental para dar a Vauxhall sua primeira perua projetada internamente, o que complementou o salão de quatro portas.